# توماس هاميلتون (لاعب كرة قدم)
توماس هاميلتون (بالإنجليزية: Thomas Hamilton)‏ (1 يناير 1906 برينفرو في المملكة المتحدة - 1 يوليو 1964) هو لاعب كرة قدم بريطاني (وحمل سابقاً جنسية المملكة المتحدة لبريطانيا العظمى وأيرلندا) في مركز حراسة المرمى. شارك مع منتخب اسكتلندا لكرة القدم. أما مع النوادي، فقد لعب مع نادي رينجرز ونادي فالكيرك.

## وصلات خارجية
- توماس هاميلتون (لاعب كرة قدم) على موقع الاتحاد الإسكتلندي (الإنجليزية)